# UTAU
UTAU (歌声合成ツールUTAU, Utagoe gousei tsuuru UTAU) is een Japans computerprogramma dat gebruikt wordt om stemmen te synthetiseren. Het wordt ontwikkeld door Ameya/Ayame (飴屋／菖蒲). UTAU is vergelijkbaar met de Vocaloid-software maar een belangrijk verschil is dat het shareware is.

## Geschiedenis
Het programma werd in maart 2008 vrijgegeven door Ameya/Ayame en kon gratis opgehaald worden. De naam UTAU, dat “zingen” betekent in het Japans, vond zijn oorsprong in “Jinriki Vocaloid” (人力 ボーカロイド, Jinriki bōkaroido) dat handmatige of menselijke Vocaloid wil zeggen.

## Functies
Het programma werd gemaakt door klanken die als WAV-bestanden uit opnames van een bestaande zangstem gehaald werden opnieuw samen te stellen. De gebruiker kan ook door zelf WAV-bestanden aan te leveren een nieuwe stem creëren. Die stem kan dan gesynthetiseerd worden en door tekst en melodie toe te voegen kan een lied gemaakt worden. Het programma wordt geleverd met de standaard stem “AquesTalk” van de stemmen-synthesizer van Aquest voor het synthetiseren van de standaard stemmenbank “Utane Uta" (ook bijgenaamd "Defoko"). Deze stem wordt gegenereerd wanneer het programma voor het eerst opstart en daarna wist de generator zichzelf.
Stemmen die gemaakt worden met UTAU heten officieel ook UTAU maar vaak worden ze in de volksmond ook UTAUloids genoemd, een verwijzing naar “Vocaloids”. Ze worden ook wel "voicebanks" (stemmenbank) in het Engels genoemd. In Japan spreekt men eerder van een (stemmen)bibliotheek. Vele stemmen zijn ontwikkeld door onafhankelijke gebruikers en vaak worden deze gratis op het internet aangeboden.
Aangezien UTAU een Japans programma is zijn de meeste stemmen ontwikkeld voor gebruik in het Japans. Sommige stemmen kunnen meerdere talen spreken en er is zelfs een stem die 15 talen aankan. Ook de documentatie is veelal in het Japans hoewel de gebruikershandleiding nu ook beschikbaar is in het Engels. Versie 0.4.18 ondersteunt officieel context-menu's in het Engels zonder gebruik te maken van speciale (door gebruikers gemaakte) patches. In eerdere versies moest (onafhankelijk van de gesproken taal) de computer zo ingesteld worden dat Japanse tekens getoond konden worden en waren alle menu's in het Japans.
Projectbestanden van UTAU worden opgeslagen onder de ".ust" extensie. Deze bestanden kunnen vrij verspreid worden waardoor in theorie hetzelfde lied door verschillende UTAU's kan worden gezongen. In praktijk verschilt de manier waarop gebruikers Ust-bestanden maken weleens waardoor er gesleuteld moet worden aan de stemmenbank om het hetzelfde resultaat te bekomen. Het is daarom belangrijk om na gaan of de gebruiker specifieke instructies voor het gebruik en verdeling van het bestand heeft gegeven.

## Culturele impact
Hoewel de software erg populair is in Japan heeft het zijn oorsprong en culturele impact te danken aan de reeds gevestigde populariteit van de Vocaloid-software. UTAU zelf werd voor het eerst erg bekend wanneer de maker van de UTAU “ Kasane Teto” (als onderdeel van een eenaprilgrap in 2008) media vrijgaf waarin Teto zich voordeed als een Vocaloid. De invloed van de Vocaloid-software zorgt ervoor dat beide programma's soms naast elkaar gebruikt worden. Hierdoor worden populaire UTAU-mascottes ook weleens gebruikt in Vocaloid-media. De ontwerper van het personage "Kasane Teto" en Crypton Future Media hebben een licentieovereenkomst die toelaat afbeeldingen van Teto te gebruiken in Vocaloid-filmpjes.

## Gerelateerde software
De gebruikerslicentie van Vocaloid stemmenbanken staat niet toe dat deze worden ingeladen in UTAU.
In tegenstelling tot Vocaloid-bestanden hebben de UTAU-bestanden geen gesloten licentie. Hierdoor kunnen de bestanden gebruikt worden in open-source of vrije projecten.
- Macne series: Dit zijn stemmenbanken uitgebracht voor het gebruik in de programma's Reason 4 en GarageBand. Deze werden uitgebracht door Act2 en het resultaat kan bewaard worden in een bestand dat geschikt is voor gebruik in UTAU[5].
- De standaard stemmenbank "Defoko" (Uta Utane) leent haar stem uit de software AquesTalk, met name de stem "AquesTalk Female-1", geproduceerd door A-quest en wordt met toestemming van het bedrijf gebruikt. “Koe Utane” (haar zogenaamde "zus") leent ook haar stem uit hetzelfde programma.
- Gebruikers hebben ook Plug-ins (invoegtoepassingen) geschreven die onder andere nieuwe stemmen toevoegen of bestaande stemmen verbeteren.
- Sota werkt aan een gelijkaardig programma SugarCape[6] voor Mac OS X.
- Er is een officiële Mac-versie van UTAU genaamd UTAU-Synth[7]. Dit programma heeft ongeveer dezelfde functies als de Microsoft Windows-versie. UTAU-Synth kan zowel stemmen en liedjes gemaakt met de Windows-versie importeren maar de projectbestanden en de configuraties van de stemmenbanken zijn niet volledig compatibel met de Microsoft Windows-versie.
- OpenUTAU[8] is een open-source onofficiële opvolger van UTAU, ontwikkeld door Vocaloid-producent StAkira, met een bèta uitgebracht in november 2021. De software is ontworpen om compatibel te zijn met UTAU, maar met een moderne gebruikerservaring. In tegenstelling tot UTAU heeft het geen Japanse systeemlocale nodig om goed te functioneren.